# Luigi De Laurentiis (1979)
Luigi De Laurentiis (Roma, 5 marzo 1979) è un produttore cinematografico e dirigente sportivo italiano, presidente del Bari.

## Biografia
È figlio del presidente della Filmauro e del Napoli Aurelio (e dunque nipote di Luigi) e dal 31 luglio 2018 è presidente del Bari, con cui ha centrato una promozione in Serie C nella Serie D 2018-2019 e una promozione in Serie B nella Serie C 2021-2022; dal 16 dicembre 2024 è anche vicepresidente della Lega B.

## Filmografia
- Christmas in Love, regia di Neri Parenti (2004)
- Manuale d'amore, regia di Giovanni Veronesi (2005)
- Natale a Miami, regia di Neri Parenti (2005)
- Il mio miglior nemico, regia di Carlo Verdone (2006)
- Natale a New York, regia di Neri Parenti (2006)
- Manuale d'amore 2 - Capitoli successivi, regia di Giovanni Veronesi (2007)
- Natale in crociera, regia di Neri Parenti (2007)
- Grande, grosso e... Verdone, regia di Carlo Verdone (2008)
- Natale a Rio, regia di Neri Parenti (2008)
- Italians, regia di Giovanni Veronesi (2009)
- Natale a Beverly Hills, regia di Neri Parenti (2009)
- Genitori & figli - Agitare bene prima dell'uso, regia di Giovanni Veronesi (2010)
- Natale in Sudafrica, regia di Neri Parenti (2010)
- Manuale d'amore 3, regia di Giovanni Veronesi (2011)
- Amici miei - Come tutto ebbe inizio, regia di Neri Parenti (2011)
- Vacanze di Natale a Cortina, regia di Neri Parenti (2011)
- Posti in piedi in paradiso, regia di Carlo Verdone (2012)
- Colpi di fulmine, regia di Neri Parenti (2012)
- Il terzo tempo, regia di Enrico Maria Artale (2013)
- Colpi di fortuna, regia di Neri Parenti (2013)
- Sotto una buona stella, regia di Carlo Verdone (2014)
- Natale col boss, regia di Volfango De Biasi (2015)
- L'abbiamo fatta grossa, regia di Carlo Verdone (2016)
- Natale a Londra - Dio salvi la regina, regia di Volfango De Biasi (2016)
- Super vacanze di Natale, regia di Paolo Ruffini (2017)
- Benedetta follia, regia di Carlo Verdone (2018)
- Si vive una volta sola, regia di Carlo Verdone (2021)